# Чекан (Татарстан)
 Чекан — село в Азнакаевском районе Татарстана. Входит в состав Вахитовского сельского поселения.

## География
Находится в юго-восточной части Татарстана на расстоянии приблизительно 27 км на восток по прямой от районного центра города Азнакаево у речки Ик.

## История
Основано во второй половине XVIII века. Упоминалось также как Чекан-Перевоз, Воскресенское, Линовка. В начале XX века действовала Воскресенская церковь, земская школа и больница.

## Население
Постоянных жителей было: в 1859—1126, в 1889—1652, в 1897—1998, в 1910—2037, в 1920—2537, в 1926—2247, в 1938—1451, в 1949—833, в 1958—570, в 1970—478, в 1979—385, в 1989—312, в 2002 году 403 (русские 48 %, татары 41 %), в 2010 году 365.